# NGC 4034
NGC 4034 est une galaxie elliptique située dans la constellation du Dragon. NGC 4034 a été découverte par l'astronome germano-britannique William Herschel en 1793.

## Caractéristiques
La classe de luminosité de NGC 4034 est III-IV et elle présente une large raie HI. Elle renferme également des régions d'hydrogène ionisé.

### Distance
Sa vitesse par rapport au fond diffus cosmologique est de 2 452 ± 10 km/s, ce qui correspond à une distance de Hubble de 33,2 ± 2,5 Mpc (∼108 millions d'al).
À ce jour, quatre mesures non basées sur le décalage vers le rouge (redshift) donnent une distance de 43,200 ± 1,602 Mpc (∼141 millions d'al), ce qui est légèrement à l'extérieur des valeurs de la distance de Hubble. Notons cependant que c'est avec la valeur moyenne des mesures indépendantes, lorsqu'elles existent, que la base de données NASA/IPAC calcule le diamètre d'une galaxie et qu'en conséquence le diamètre de NGC 4034 pourrait être d'environ 18,9 kpc (∼61 600 al) si on utilisait la distance de Hubble pour le calculer.

### Brillance de surface
En raison d'une brillance de surface égale à 14,27 mag/am2, on peut qualifier NGC 4034 de galaxie à faible brillance de surface (LSB en anglais pour low surface brightness). Les galaxies LSB sont des galaxies diffuses (D) avec une brillance de surface inférieure de moins d'une magnitude à celle du ciel nocturne ambiant.

## Groupe de NGC 4128
La galaxie NGC 4034 fait partie d'un trio de galaxies, le groupe de NGC 4128. Les deux autres galaxies du trio sont NGC 4120 et NGC 4128.
Ce même trio est aussi mentionné dans un article publié par Abraham Mahtessian en 1998.